# Diglyphus anadolucus
Diglyphus anadolucus is een vliesvleugelig insect uit de familie Eulophidae. De wetenschappelijke naam is voor het eerst geldig gepubliceerd in 1982 door Doganlar.